# Французька секція Робітничого інтернаціоналу
Французька секція робітничого інтернаціоналу (СФІО; фр. Section française de l'Internationale ouvrière, SFIO) — політична партія Франції у 1905–1969 рр.

## Створення партії

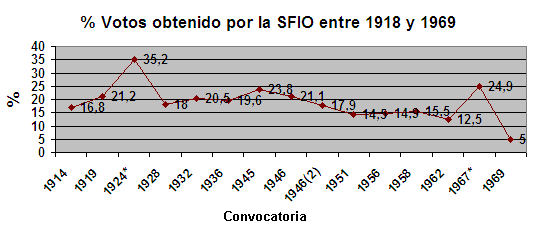
Динаміка голосів, отриманих СФІО під час парламентських та президентських виборів. (*) Відомості за 1924 р. — у коаліції з радикалами, за 1967 р. — у складі ФДСЛС

Наприкінці XIX ст. у Франції одночасно існувало декілька соціалістичних партій та організацій. Парламентські вибори 1893 р. принесли великий успіх соціалістам. Було обрано одразу 50 депутатів-соціалістів, переважно прихильників реформізму. Їх очолили Александр Мільєран та Жан Жорес.
У 1905 р. всі групи соціалістів об'єднались у Французьку секцію робітничого Інтернаціоналу (СФІО). Прийнята СФІО програма під назвою «Хартія єдності» проголосила, що «соціалістична партія є класовою партією, яка має за мету соціалізацію засобів виробництва та обміну, тобто перетворення капіталістичного суспільства на колективістське або комуністичне суспільство». Хартія стверджувала, що СФІО «є не партією реформ, а партією класової боротьби та революції».
Дуже важливим напрямом політичної діяльності СФІО була боротьба проти колоніалізму та мілітаризму, проти загрози війни. Депутати СФІО в парламенті голосували проти військових кредитів. Керівники партії, особливо Жорес, виступали проти захоплення колоній, засуджували мілітаризм та гонку озброєнь, закликали до миру і відповідно до резолюції Штутгартського конгресу ІІ Інтернаціоналу погрожували використати у випадку війни викликану нею економічну та політичну кризу для того, щоб «прискорити крах панування класу капіталістів».
На відміну від соціал-демократій Англії, Німеччини та Швеції, політичний соціалізм у Франції не мав форми організації, тісно пов'язаної з профспілковим рухом. Ці інститути існували паралельно. Якщо СФІО, спираючись на марксизм, виступала за встановлення соціалізму шляхом завоювання політичної влади, то найбільше об'єднання профспілок — ВКТ — пропонувала державу взагалі скасувати в результаті загального страйку, оскільки перебувала на анархо-синдикалістських позиціях. Більшість соціалістів, як і їх кумир Ж. Жорес, вважала, що необхідний союз із республіканцями-радикалами. Менша ж частина на чолі з Ж. Гедом відстоювала ідею «чистого соціалізму» на платформі класової боротьби. Разом з тим, у французьких соціалістів існувало чітке уявлення щодо лімітів інтеграції до парламентської системи. Всі вони відкидали «бернштейнівський ревізіонізм» та довго не могли собі уявити можливість існування соціалістичного уряду в умовах незмінності капіталістичного суспільства.

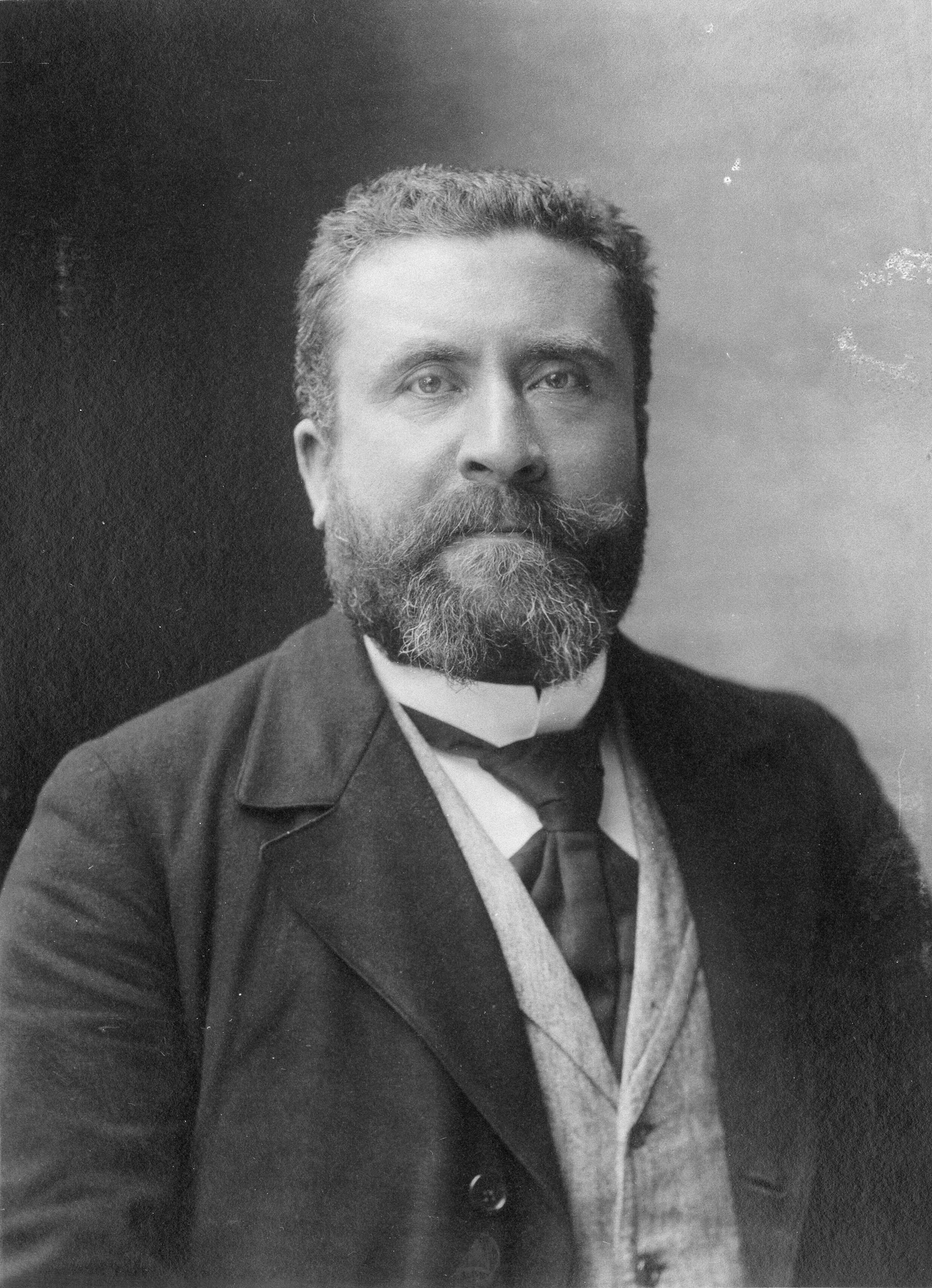
Жан Жорес

Під час Першої світової війни соціалісти оголосили про підтримку правлячого уряду. Війну вони розглядали як справедливу з боку Франції. Лідери СФІО оголосили, що війна вимагає «священного єднання» всієї нації, «священного союзу» робітників і буржуазії. Соціалісти на чолі з Гедом ввійшли до складу уряду.

## Розкол партії
Внаслідок післявоєнної економічної кризи та страйкового руху 1919–1920 рр. швидко зростає кількість членів Соціалістичної партії. За два роки — з 1918 до 1920 р. — їх чисельність збільшується у 5 разів: від 34 до 180 тис. чол. Більшість нових членів СФІО складали незадоволені робітники, тому партія все більше схиляється до лівих позицій, стверджуючи, що вона веде боротьбу за «повне звільнення класу робітників» та ліквідацію капіталізму.
В середині партії виділяються три течії: умовно праві, ліві та центристи. Восени 1918 р. керівництво СФІО перейшло до рук центристів. Генеральним секретарем партії став Л.-О. Фроссар. Посаду головного редактора центрального друкованого видання СФІО — газети «Юманіте» — зайняв Марсель Кашен.
На виборах 29 листопада 1919 р. СФІО зазнала поразки. Вона втратила 32 місця в порівнянні з виборами 1914 р.
Після утворення у Москві ІІІ Інтернаціоналу в партії розгорнулась боротьба з питання щодо ставлення СФІО до нової організації. У травні 1919 р. ліві соціалісти та синдікалісти на чолі з Ф. Лоріо та Полем Вайяном-Кутюр'є заснували «Комітет Третього Інтернаціоналу». Його члени закликало розірвати зв'язки з ІІ Інтернаціоналом та негайно приєднатись до ІІІ Інтернаціоналу (Комінтерну). Праве крило на чолі з Реноделем, навпаки, пропонували залишитись у ІІ Інтернаціоналі. Центристи, лідерами яких тоді були Ж. Лонге, П. Фор та Л. Блюм, що поступово виходив на перший план, займали проміжну позицію. Вони не хотіли приєднуватись до Комінтерну, проте виступали проти простого відновлення ІІ Інтернаціоналу. Їх офіційним гаслом була реконструкція ІІ Інтернаціоналу та звільнення його від несоціалістичних елементів.
Зближення з Комінтерном продовжувалось. У квітня 1919 р. надзвичайний з'їзд СФІО, яким керували центристи, прийняв декларацію з визнанням необхідності диктатури пролетаріату. З'їзд висловив бажання налагодити «братерські стосунки» з Комуністичним Інтернаціоналом, проте відмовився залишити ІІ Інтернаціонал. В лютому 1920 р. на Страсбурзькому з'їзді партії було вирішено вийти з ІІ Інтернаціонала та відправити делегатів до Москви для переговорів з керівництвом Комінтерну, що й було реалізовано.

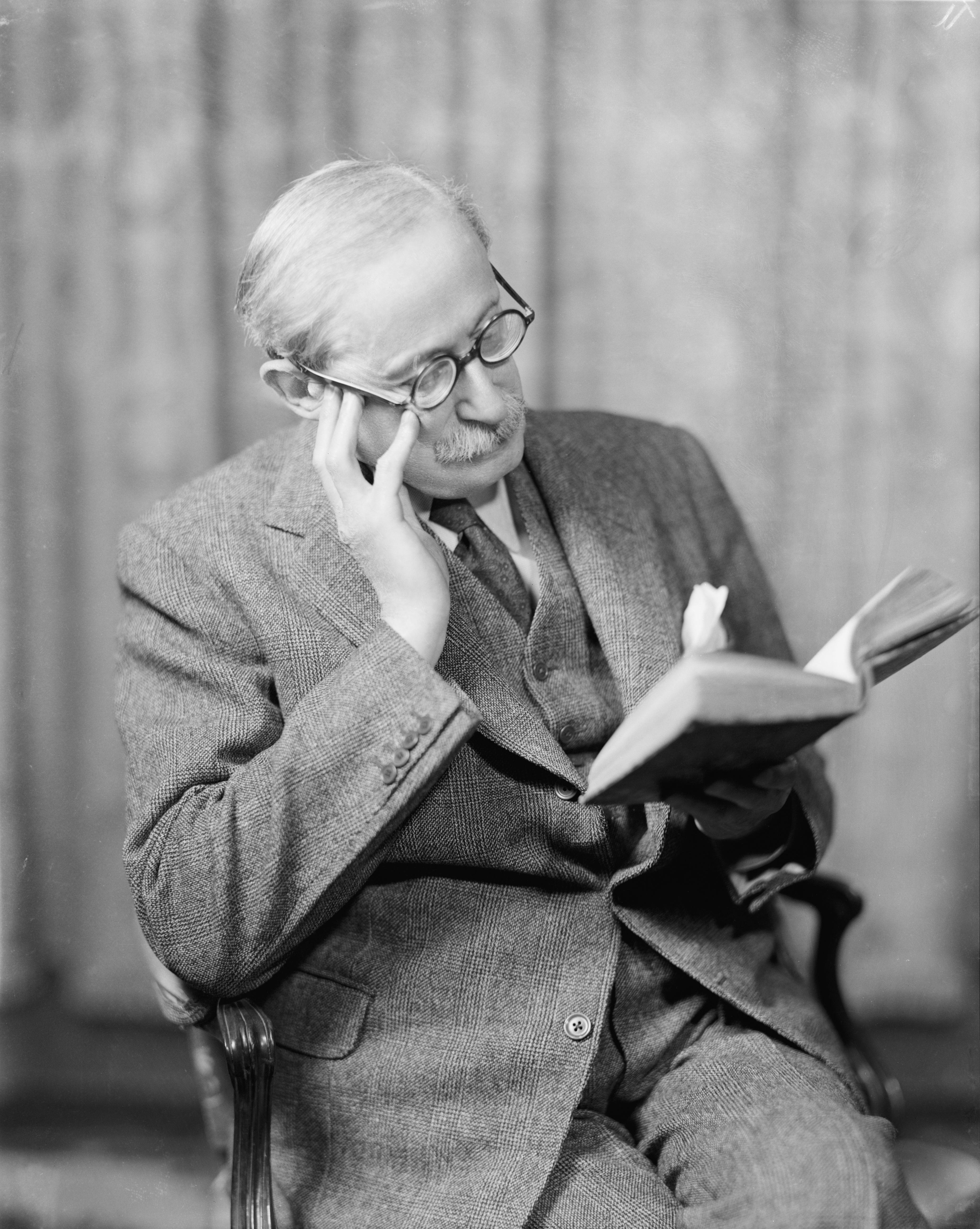
Леон Блюм

Для остаточного вирішення цієї справи в грудні 1920 р. в місті Тур зібрався XVIII з'їзд СФІО. Ліве крило на чолі з Кашеном та Вайяном-Кутюр'є пропонувало прийняти 21 умову вступу до Комінтерну. Праві діячі засуджували революційний шлях та російські методи. Спільно з ними виступили центристи. Вони стверджували, що більшовизм може бути застосований лише в специфічних умовах Росії, категорично відмовлялись від ведення нелегальної праці. Ввечері 29 грудня 1920 р. відбулось голосування. Резолюція про негайне та безумовне приєднання до Комуністичного Інтернаціоналу була прийнята більшістю голосів. Оновлена партія отримала назву Французька соціалістична партія (секція Комуністичного Інтернаціоналу). Незадоволені праві та центристи відмовились підкоритись рішенню Турського з'їзду. За ініціативою Леона Блюма вони відновили СФІО, програмою якої знову стала «Хартія єдності» 1905 р. До Комуністичної партії увійшло 180 тис. чол., до Соціалістичної — 30 тис..

## Співробітництво з радикалами
Менша частина соціалістів, тобто ті, хто, за висловом Леона Блюма, залишились «охоронцями старого дому» СФІО, не відмовилась від марксистського вчення про соціалістичну революцію. Однак опинившись між радикалами, що не збирались відміняти капіталізм, та комуністами, які вважали соціалістів зрадниками, СФІО все ж таки поміняла свою доктрину. Її визнаним теоретиком став Леон Блюм, що сформував дві можливих стратегії. Перша — в ситуації, коли соціалісти отримували більшість в парламенті — мала на увазі «здійснення влади» в умовах капіталізму в союзі з лівими республіканцями для того, щоб не дати змогу правим повернутись до влади. Друга націлювала соціалістів на «завоювання влади», тобто на революцію та ліквідацію капіталізму. Нова доктрина дозволила соціалістам взаємодіяти з іншими лівоцентристськими групами.
Наприкінці 1923 р. СФІО увійшла спільно з радикалами до передвиборчого об'єднання Картель лівих. На виборах 1924 р. Картель отримав більшість місць у Палаті депутатів. З 328 місць, отриманих Картелем, 139 мандатів було у радикалів, 105 у соціалістів, 44 у республіканців-соціалістів та 41 у центристської групи «Радикальна ліва».

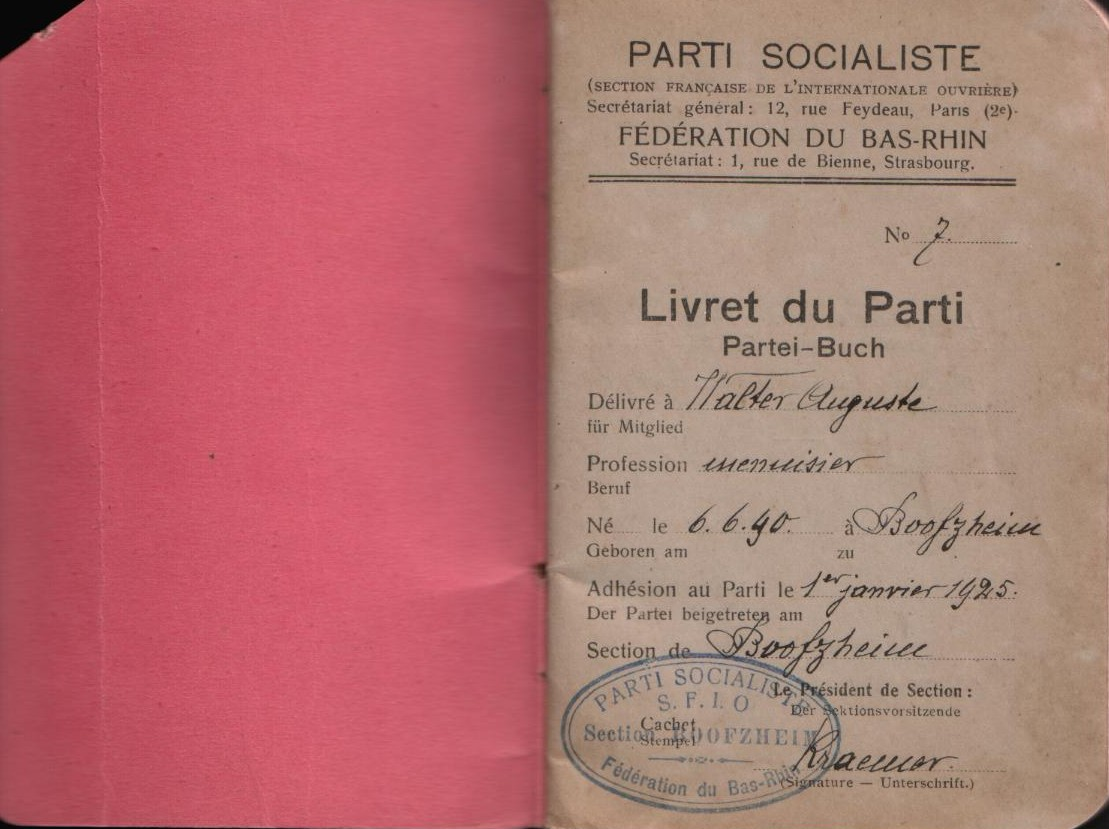
Партійний квиток СФІО (1925 р.)

Перемога Картеля лівих відкривала шлях для формування лівого уряду, проте Соціалістична партія ще зберігала в силі заборону на участь своїх членів у «буржуазних урядах» в мирний час. Надзвичайний з'їзд СФІО, що обговорював це питання у червні 1924 р., ухвалив компромісне рішення не брати у роботі уряду, проте дозволити депутатам-соціалістам голосувати за нього в парламенті. На думку Леона Блюма, що все більше виходив на провідну роль у партії, соціалісти повинні були відмовитись від участі в уряді або обмежитись «виконанням влади» в межах капіталізму шляхом «лояльної участі в управління справами капіталістичних держав». Уряди протягом наступних двох років формували радикали та інші лівоцентристські групи.
Влітку 1926 р. Картель лівих розпався. Соціалісти виступили проти колоніальних війн у Марокко та Сирії, а також не підтримали законопроєкт міністра фінансів Кайо про внутрішню позику, що підвищував непрямі податки та надавав значні пільги великим підприємцям.
Протягом 1920-х рр. чисельність Соціалістичної партії зросла в чотири рази та досягла 120 тис. чол.
У травні 1932 р. відбулись чергові парламентські вибори. Соціалістична партія запропонувала радикалам діяти спільно, згідно з єдиною програмою, до якої увійшли чотири головних пункти: скорочення військових видатків, утворення єдиної державної системи соціального страхування, введення 40-годинного робочого тижня, націоналізація приватних військових заводів, страхових та залізничних компаній. Керівництво радикалів, однак не підписало спільної передвиборчої декларації, оскільки сподівалось також на співробітництво з деякими центристськими політичними групами. Проте під час кампанії радикали активно співпрацювали з соціалістами. За результатами виборів обидві політичні сили отримали більшість місць у парламенті та сформували урядову коаліцію.
В умовах глибокої економічної кризи початку 1930-х рр. всередині СФІО виділяється течія неосоціалістів або планістів на чолі з Марселем Деа. Ними був розроблений «Французький план», за яким пропонувалось доручити управління економікою центральному керівному органові, що мав право регулювати ціни та рівень заробітної платні на основі загальнодержавного господарського плану. Автори плану мали намір ввести державний контроль над усіма банками, встановити монополію зовнішньої торгівлі та забезпечити обмін продуктів праці за соціальними цінами, що передбачали справедливу зарплатню для робітника та справедливий прибуток для підприємця.

## Соціалісти у складі Народного фронту
Після провалу профашистського путчу у Парижі 6 лютого 1934 р. відбулося зближення соціалістів з комуністами. Вже 12 лютого того ж року обидві партії влаштували загальний страйк та спільні демонстрації в різних містах Франції. До цих виступів приєдналась і Радикальна партія. В Соціалістичній партії посилилось ліве крило на чолі з Ж. Жиромським, яке вважало необхідною єдність дій з комуністами.
Під час ХХХІ з'їзду СФІО, що відбувся у травні 1934 р. у Тулузі, близько третини делегатів підтримали ліве крило, що вимагало об'єднати зусилля з комуністами. З'їзд висловився за організацію масового антифашистського руху «шляхом єдності пролетарських дій та тісної координації між професійними та політичними організаціями класу робітників».
11 червня 1934 р. почались офіційні переговори між представниками ФКП та СФІО. 27 червня того ж року обидві партії підписали Пакт про єдність дій на умовах, які висунули соціалісти. Пакт містив пункти про заборону фашистських організацій, захист демократичних свобод, обмеження військових видатків. Партії спільно вирішили боротись проти надзвичайних декретів уряду Думерга, що не були схвалені парламентом.
Протягом 1935 р. СФІО проводила інтенсивні переговори з комуністами та радикалами щодо утворення єдиної передвиборчої коаліції — Народного фронту. В липні 1935 р. ХХХІІ з'їзд Соціалістичної партії висловився за створення такого об'єднання. Лідери трьох партій — Даладьє, Блюм та Торез — взяли участь у спільному мітинзі, присвяченому перемозі лівих та лівоцентристських сил на муніципальних виборах 1935 р. Фактично демонстрація 14 липня 1935 р. символізувала створення Народного фронту. Був створений Національний комітет Народного фронту.

Парламентські вибори 1936 р.

Парламентські вибори 26 квітня — 3 травня 1936 р. завершились яскравою перемогою соціалістів та Народного фронту взагалі. За останній віддали свої голоси 57% виборців. СФІО вийшла на перше місце в рейтингу політичних сил, отримавши 149 депутатських мандатів. Згідно з підсумками виборів формування уряду було доручено лідеру СФІО, що мала найбільшу парламентську фракцію — 64-річному Леонові Блюму. Соціалісти погодились вдруге після часів Першої світової війни увійти до складу кабінету, що був сформований 4 червня 1936 р.
Відповідно до програми Народного фронту уряд Блюма здійснив низку важливих кроків. По-перше, було заборонено фашистські ліги та їх воєнізовані загони. Були амністовані учасники антифашистських демонстрацій. По-друге, урядом були проведені соціальні реформи, зокрема прийняті закони про 40-годинний робочий тиждень, оплачувані відпустки та колективні договори. По-третє, значно посилився вплив держави на економіку Франції: Французький банк поставили під державний контроль, були частково націоналізовані військова промисловість та залізниці.
У червні 1937 г. уряд Блюму пішов у відставку через провал свого законопроєкту про підвищення податків та контроль за фінансовими операціями за кордоном. Після його відставки соціалісти брали участь у роботі деяких урядів Народного фронту до квітня 1938 р., коли трипартійна коаліція припинила своє існування.
Напередодні Другої світової війни всередині СФІО відбулось розділення за зовнішньополітичною орієнтацією: Блюм та Жуо залишались прихильниками союзу з Великою Британією та США, в той час як генеральний секретар СФІО П. Фор був готовий домовлятись із фашистським блоком. Починаючи від листопаду 1938 р. соціалісти переходять у опозицію до центристського уряду радикала Е. Даладьє.

## Тимчасовий уряд Франції і СФІО

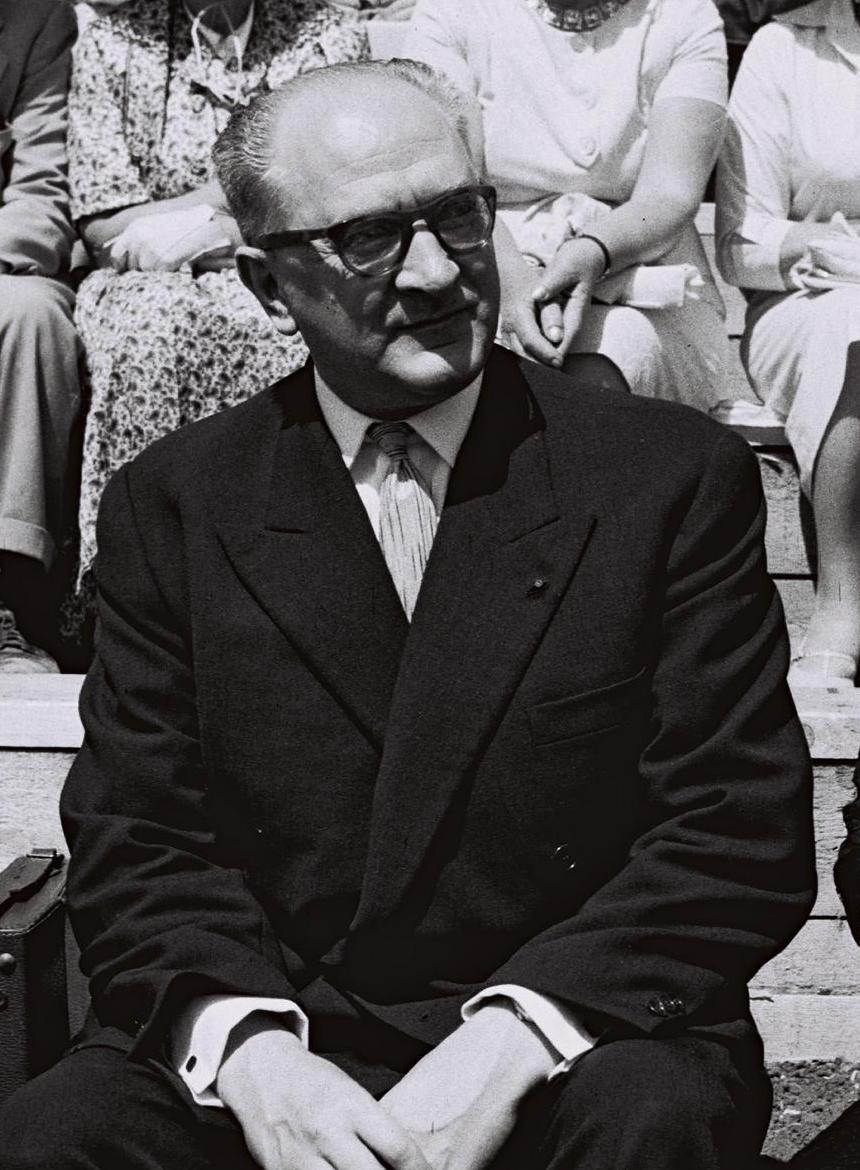
Гі Молле

В перші роки після звільнення Франції генеральний секретар СФІО Д. Мейєр, якому в роки Другої світової війни вдалось відновити партію в підпіллі, спробував зробити її соціал-демократичною подібно до Лейбористської у Великій Британії, тобто об'єднати на платформі ревізіонізму соціалістів, профспілки та лівих католиків. У 1946 р. питання щодо реорганізації СФІО обговорювалось на першому післявоєнному з'їзді соціалістів, де проти лінії Мейєра на «відхід від марксизму» різко виступив Гі Молле — один з нових молодих лідерів партії. Більшість соціалістів підтримала Гі Молле, обравши його генеральним секретарем, відтак висловилась за те, щоб СФІО залишилась класовою партією. Хоча й за часів Гі Молле СФІО не відмовилась від теорії Леона Блюма про «здійснення влади». Це дозволило соціалістам в роки Четвертої республіки не лише брати участь у численних коаліційних урядах, але й неодноразово їх очолювати.
Схожу з Мейєром позицію займав і Леон Блюм. На виступі 20 травня 1945 р. під час конференції секретарів федерації СФІО він так визначив нову ідеологію партії: «Зберігати й розширювати права людської особистості в суспільстві, повністю підпорядкованому інтересам колективного блага, — це формула самого соціалізму. Саме вона міститься в цих двох словах: „соціал-демократія“, які поєднані не випадково. Це є тим синтезом, який Жорес протягом всього свого життя намагався здійснити між головними положеннями марксистської критики та старими принципами революції 1789 р.»
Завдяки участі у русі Опору СФІО посилила свої позиції у суспільстві. У 1946 р. її чисельність перевищила максимальний довоєнний рівень та досягла 350 тис. чол. В партії посилилось ліве крило, що говорило про свою прихильність до марксизму. Його вплив виявився у «Декларації принципів», що була прийнята СФІО у 1946 р. В цьому документі, який відтворював деякі марксистські положення, СФІО знову (як і в «Хартії єдності» 1905 р.) оголошувала себе «партією класової боротьби» та «партією головним чином революційною». Вона проголошувала свій намір ліквідувати капіталістичний режим, знищити класи, передати засоби виробництва і обміну у власність колективу, проте не містила питання щодо диктатури пролетаріату. У грудні 1944 р. Комуністична і Соціалістична партії організували постійну Погоджувальну раду.
Під час виборів до Установчих зборів 21 жовтня 1945 р. Соціалістична партія вийшла на друге місце. Її вплив посилився в департаментах Півдня та Південного Заходу. В підсумку СФІО отримала 4,6 млн голосів (24% від загальної кількості виборців) та 142 мандата.
З цього часу і до травня 1947 р. Соціалістична партія брала участь у трипартійній коаліції разом з МРП та ФКП, формуючи уряди Франції. У січні-червні 1946 р. тимчасовий уряд очолював соціаліст Ф. Гуен, а в грудні 1946 — січні 1947 рр. Леон Блюм. На перших виборах до Національних зборів згідно з Конституцією Четвертої французької республіки в листопаді 1946 р. соціалісти зайняли третє місце та отримали 101 депутатський мандат.

## Політична діяльність соціалістів у Четвертій республіці
З кінця 1946 р. взаємостосунки між учасниками трипартійної коаліції загострились. Лідери СФІО відмовились від участі у Погоджувальній раді з комуністами. Леон Блюм в цей час висунув на противагу тоталітарному комунізму ідею демократичного чи гуманістичного соціалізму, що відкидав диктатуру пролетаріату. Блюм заперечував класовий характер французької демократії та закликав підтримувати союзницькі відносини з Великою Британією та США. 5 травня 1947 р. комуністи були виведені зі складу уряду, що остаточно зруйнувало трипартійну коаліцію.
СФІО беззаперечно підтримали план Маршалла, який розглядався як запорука миру. Після розколу трипартійної коаліції соціалісти з ініціативи своїх лідерів Блюма та Гі Молле спільно з МРП та радикалами утворили коаліцію «третьої сили». Вона, за їх словами, повинна була боротись проти подвійної небезпеки: комуністів та голлістів. Блюм пропонував поширити ідею третьої сили також і на зовнішню політику, зібравши під своїми знаменамитих французів, які не бажають ні американізації, ні радянізації.
Період 1946–1951 рр. позначився падінням впливу лівих сил, зокрема СФІО, на суспільство. Чисельність Соціалістичної партії зменшилась від 353 до 126 тис. членів, наклад її центрального органу — газети «Поп'юлер» впав за цей час в чотори рази. Змінився і соціальний склад партії: зросла частка службовців, ремісників та торговців — до 46%. На виборах до Національних зборів в червні 1951 р. соціалісти вийшли на друге місце за кількістю депутатських мандатів, отримавши 104 з їх загальної кількості. Проте вже в вересні 1951 р. на знак протесту проти закону щодо субсидій релігійним школа СФІО вийшла зі складу парламентської коаліції та перейшла в опозицію.
Після смерті у 1950 р. Леона Блюма керівником СФІО став її генеральний секретар Гі Молле, вперше обраний на цю посаду ще 1946 р. Молле був активним прихильником «європейської інтеграції» та підтримував проєкт Європейського оборонного співтовариства. Останнє питання ледь не викликало розкол у партії, оскільки половина депутатів її фракції були проти цього проєкту, частина з них були виключені з партії. Влітку 1955 р. XLVII з'їзд СФІО вкотре ухвалив рішення про недопустимість союзу з МРП та правоцентристської групою «незалежних». Було вирішено співпрацювати з радикалами, яких очолював П'єр Мендес-Франс. В той же час з'їзд відкинув можливість єдиного фронту з комуністами. Напередодні дострокових виборів 1955 р. соціалісти увійшли до складу лівоцентристського Республіканського фронту, що об'єднав також соціальних республіканців (частина колишніх голлістів) на чолі з Шабан-Дельмасом, радикалів Мендес-Франса та групу ЮДСР, лідером якої був Франсуа Міттеран.
Після виборів був сформований уряд Республіканського фронту на чолі з Гі Молле. Ним було проведено декілька соціальних реформ, що підвищили життєвий рівень населення. В сфері зовнішньої політики уряд висловився за покращення стосунків з СРСР, продовжив політику деколонізації (у 1956 р. була надана незалежність Тунісу і Марокко), активізував курс на євроінтеграцію та співробітництво з ФРН.
Вторгнення англо-французьких військових сил до Єгипту під час Суецької кризи 1956 р. викликало розкол серед соціалістів. Багато хто зі значних діячів СФІО (Д. Мейєр, А. Філіп тощо) засудили інтервенцію, за що їх було виключено зі складу партії. Невдовзі вони утворили невелику самостійну Автономну соціалістичну партію. Чисельність СФІО впала у 1957 р. до 100 тис. чол., з яких 51% були чиновниками, 26% — інтелігенцією та 10% — робітниками.
В цей час СФІО все більше віддаляється від марксистської ідеології. Один з теоретиків СФІО П'єр Боннель писав в теоретичному органі партії «Рев'ю сосьяліст» у 1959 р.: «Офіційно марксизм не є нашою головною доктриною, практично він зовсім не впливає на нашу повсякденну діяльність».

## П'ята республіка: криза та реорганізація СФІО
Після заколоту ультрароялістів у Алжирі та виступу де Голля з закликом надати йому широкі владні повноваження Гі Молле та його прихильники у СФІО почали з ним переговори. Гі Молле стверджував, що лише передача влади генералові зможе позбавити Францію громадянської війни. Декілька соціалістів увійшли до складу уряду де Голля. Проте за програму його дій проголосувала лише половина фракції СФІО.
Висловлюючи протест проти соціально-економічної політики першого уряду П'ятої республіки Дебре, СФІО оголосила про перехід до конструктивної опозиції.
Співпрацюючи головним чином з радикалами, соціалісти у 1962 р. об'єднались також із МРП та незалежними у Картель «ні». Головною метою картелю було недопущення прийняття поправок до Конституції, що посилювали б владу Президента. Проте на всенародному референдумі зміни були схвалені. Картель «ні» також зазнав поразки на парламентських виборах того ж року, хоча соціалісти, на відміну від своїх партнерів, зберегли майже всі депутатські мандати.
Після референдуму та виборів серед соціалістів виділяються дві течії. Одна частина СФІО, зокрема її генеральний секретар Гі Молле, висловлювалась за співпрацю з комуністами. Влітку 1963 р. на LIV з'їзді Соціалістичної партії було оголошено, що ця сила не виключає можливості «застосування з метою захисту спільних з Комуністичною партією дій».
Інші представники соціалістів, найзначнішою фігурою серед яких був мер Марселя Гастон Деффер, пропонували відродити союз СФІО, МРП та радикалів. Його проєкт викликав незадоволення в Гі Молле, якого непокоїла можливість розчинення Соціалістичної партії у складі широкої коаліції. З іншого боку, МРП вимагала, щоб зі статуту коаліції було прибрано згадки щодо «світської школи» та «соціалізму», що було неприйнятно для соціалістів. Переговори зайшли у глухий кут, внаслідок чого було вирішено об'єднати зусилля із радикалами та Конвентом республіканських інститутів. 9 вересня 1965 р. ці сили сформували Федерацію демократичних та соціалістичних лівих сил (ФДСЛС), яка вирішила підтримати на наступних президентських виборах кандидатуру лідера Конвента Франсуа Міттерана.
Після травневих подій 1968 р., коли лідери ФДСЛС Міттеран та Мендес-Франс здійснили декілька помилкових кроків, які можна було розцінити як спробу захопити владу, вплив лівоцентристських сил значно впав. На президентських виборах 1969 р., що відбулись після відставки де Голля, кандидат від соціалістів — Гастон Деффер — отримав лише 5% голосів.
Перебуваючи в глибокій кризі після відставки зі своєї посади Гі Молле та розпаду ФДСЛС у листопаді 1968 р., а також зазнавши тяжкої поразки на президентських виборах, соціалісти потребували реорганізації своєї партії. Влітку 1969 р. на установчому з'їзді було вирішено відмовитись від старої назви та створити нову політичну силу — Соціалістичну партію Франції. Влітку 1971 р. процес реформування завершився після злиття соціалістів та Конвенту республіканських інститутів.

## Генеральні секретарі партії
- 1905–1918 — Луї Дюбрей
- 1918–1920 — Людовік-Оскар Фроссар
- 1920–1940 — Поль Фор
- 1943–1946 — Даніель Майєр
- 1946–1969 — Гі Молле